# ミノルカ島の海戦
ミノルカ島の海戦（ミノルカとうのかいせん、英語: Battle of Minorca）は七年戦争初期の1756年5月20日に発生した海戦。フランス海軍がイギリス海軍に勝利した。イギリス艦隊がジブラルタルへの撤退を決断したため、フランスが戦略的に勝利する結果となり、ミノルカ島は陥落した。また、戦後イギリス戦隊のジョン・ビング提督には銃殺刑が宣告され、大きな波紋を呼んだ。

## 背景
イギリスはスペイン継承戦争の1708年でミノルカ島を占領して以来ミノルカ島を支配してきたが、島は常にフランスの脅威にさらされていた。そして1754年にフレンチ・インディアン戦争が始まるとイギリスはフランスとジャコバイトが協力してグレートブリテン島に侵攻する可能性を考慮し、ミノルカ島ではなく本国周辺の防備を固めるようになった。このためフランスは1756年にイギリス軍の虚を衝いてリシュリュー公率いる陸軍のミノルカ島上陸に成功する。
フランスによるミノルカ島侵略は長い間想定されていた事態だったが、イギリス政府はここにきてようやく対処に乗り出す。ジョン・ビング（中将、直後に大将に昇進）の率いる10隻の戦列艦をジブラルタルから派遣したのである。政府はフランス艦隊の勢力を知っていたのにもかかわらず、ビングには状態の悪い人員不足の軍艦しか用意しなかった。

## 発端
ミノルカ島から脱出した戦隊と合流した後、ビングの小艦隊は5月19日にミノルカ周辺に到着する。この時島の大部分はすでに占領されており、東のマオー港のセント・フィリップ砦が持ちこたえているだけであった。ビングへの命令は砦への増援であったが、戦列艦12隻とフリゲート5隻からなるフランス戦隊がその日の午後に到着し、兵を揚陸する前に海戦が始まった。

## 戦闘
フランス戦隊を視認すると、ビングは彼の戦列艦12隻で単縦陣を作り、敵戦隊の風上に並航しながら接近していった。そして各艦に「回頭し、戦列内での位置が自艦とおなじ敵艦へ接近せよ」と命令を発したが、当時の貧弱な信号法ではうまく伝達することができず、接近行動に混乱と遅延が発生する。このためイギリス戦隊の大部分が射程圏内に到達する前に先頭艦がフランス戦隊の集中砲火をうけてひどく損傷するといった事態も起きた。海戦中のビングの指揮は正規の戦術に固執したもので、結果的に敵艦隊に損傷を与えられないのに自軍の何隻かは重大な損傷を受けることとなった。海戦後の合議でイギリスの艦長たちは作戦目標の達成が困難であることとの見解で一致し、ビングはジブラルタル帰還を決断する。

## その後
ミノルカ島の海戦自体は引き分けともみなせる結果だったが、要塞の救援にもフランス戦隊の追撃にも失敗したビングは激しい非難にさらされた。海軍本部も「要塞の援護という命令を完遂するために最善を尽くさなかった」としてビングを戦時服務規程違反で訴追したが、これは海軍本部自身にも敗戦の責任があることから目をそらさせる狙いもあったのだろうと見られている。ビングには軍法会議の結果銃殺刑が宣告され、1757年5月14日、ポーツマス港の戦列艦モナークで刑が執行された。
ヴォルテールは小説「カンディード」の中でビングの処刑について「この国では時々提督を銃殺したほうが後進が育ちやすくなる」（Dans ce pays-ci, il est bon de tuer de temps en temps un amiral pour encourager les autres.）と言及している。

## 豆知識
- この海戦に参加したイギリスのフリゲートドルフィンは後に世界周航を2回行う。これは史上初めての快挙である。初回はジョン・バイロン、2回目はサミュエル・ウォリスが指揮していた。
- 参加将兵の中には18歳の士官候補生アーサー・フィリップがおり、彼は後にオーストラリアに初めての植民地を築いた。

## 戦闘序列

### イギリス
1. デファイアンス（Defiance、60門）
2. ポートランド（Portland、50門）
3. ランカスター（Lancaster、66門）
4. バッキンガム（Buckingham、70門） - 次席指揮官テンプル・ウェスト（英語版）の旗艦
5. キャプテン（Captain、70門）
6. イントレピッド（Intrepid、64門）
7. リヴェンジ（Revenge、64門）
8. プリンセス・ルイーズ（Princess Louise、60門）
9. トライデント（Trident、64門）
10. ラミリーズ（Ramillies、90門） - ビング提督の旗艦
11. カローデン（Culloden、74門）
12. キングストン（Kingston、60門）

その他フリゲート7隻

### フランス
1. Orphée 64門
2. Hippopotame 50門
3. Redoutable 74門
4. Sage 64門
5. Guerrier 74門
6. Fier 50門
7. Foudroyant 80門 - 旗艦
8. Téméraire 74門
9. Content 64門
10. Lion 64門
11. Couronne 74門
12. Triton 64門

その他フリゲート5隻